# سدیم سیانید
سدیم سیانید (به انگلیسی: Sodium cyanide) با فرمول شیمیایی NaCN یک ترکیب شیمیایی با شناسه پاب‌کم ۸۹۲۹ است. که جرم ملکولی آن ۴۹٫۰۰۷۲ g/mol می‌باشد. شکل ظاهری این ترکیب، جامد سفید است. زهری بسیار مهلک است.